# 西光寺 (京都市中京区)
西光寺（さいこうじ）は、京都市中京区にある浄土宗西山深草派の寺院。山号は北亀山。本尊は阿弥陀如来。「寅薬師」の通称で知られる。新京極商店街に面している。

## 歴史
寺伝では、誓願寺12世の傳慶法印によって弘安3年（1280年）頃に後宇多天皇より下賜された寅薬師如来坐像を祀るために、当寺の前身である御倉堂（薬師堂）が天台宗の仏堂として創建されたのが当寺の始まりであるという。
寅薬師如来坐像は平安時代に空海が寅の日の寅の時刻に彫り上げたという仏像で、以後は宮中に祀られて歴代の天皇により篤く信仰されていたという。この像が当寺の通称である「寅薬師」の由来である。
当寺は後に真言宗に宗旨替えしたが、次には阿弥陀如来を本尊とする浄土宗の寺院となって寺名も西光寺に改められた。
江戸時代には天明8年（1788年）1月30日に天明の大火で焼失するが、再建された。次いで元治元年（1864年）7月19日の禁門の変によるどんどん焼けでまたも焼失するが、翌元治2年（1865年）に再建されている。
そのどんどん焼けによって当寺の南にあった清帯寺は、本尊として祀られていた行基の作という腹帯地蔵とともに焼失し、廃寺となった。しかし、腹帯地蔵の胎内仏は幸いにして助け出され、以後は当寺で祀られるようになった。
1872年（明治5年）から始まった新京極通の整備によって寺地を公収されてしまい、境内は狭くなってしまった。
1911年（明治44年）に火災で焼失するが、1913年（大正2年）に仮堂として再建されている。
現在は浄土宗西山深草派の寺院となっている。

## 境内
- 本堂 - 1913年（大正2年）再建。本尊・阿弥陀如来像の右隣に寅薬師如来坐像が祀られている。また、清帯寺の本尊で伝・行基作という腹帯地蔵の胎内仏も祀られている。
- 庫裏
- 中門
- 山門

## 前後の札所
京都十二薬師霊場
10 大福寺 - 11 西光寺 - 12 永福寺
通称寺の会（寅薬師）

## 住所
- 京都市中京区新京極通蛸薬師上ル中筋町495-1

## 交通
- 阪急電鉄京都本線 京都河原町駅より徒歩7分
- 京阪電気鉄道京阪本線 祇園四条駅より徒歩10分